# 카나드

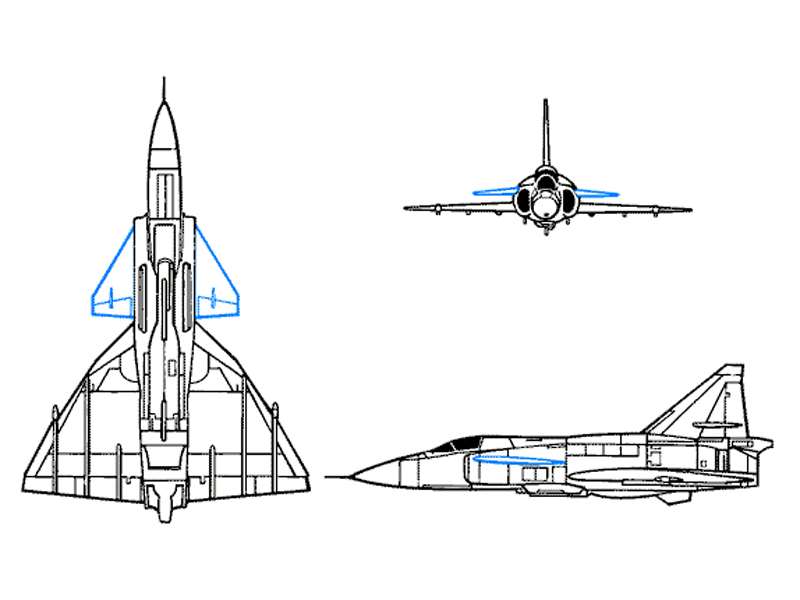
사브 JAS 39 그리펜의 카나드(파란색 부분)

카나드(canard, 프랑스어로 ‘오리’라는 뜻)는 비행기의 동체 앞부분에 위치한 작은 날개이다.
기동성을 좋게 해주기 때문에, 수호이 Su-35, 유로파이터 타이푼, 사브 JAS 39 그리펜 등의 전투기에서 많이 쓰고 있다.